# Gymnostachys anceps
Gymnostachys anceps R.Br. – gatunek skrytopączkowych, wieloletnich roślin zielnych, z monotypowego rodzaju Gymnostachys w rodzinie obrazkowatych, endemiczny dla Australii, występujący na północy i wschodzie stanu Queensland i w północno-wschodnim rejonie stanu Nowa Południowa Walia, gdzie zasiedla tropikalne i wilgotne lasy twardolistne, nabrzeża i skarpy. Nazwa naukowa rodzaju pochodzi od greckich słów γυμνός (gymnos – nagi) i σταχύς (stachys – kłos, kolec) i odnosi się do kwiatostanów pozbawionych pochew.

## Morfologia

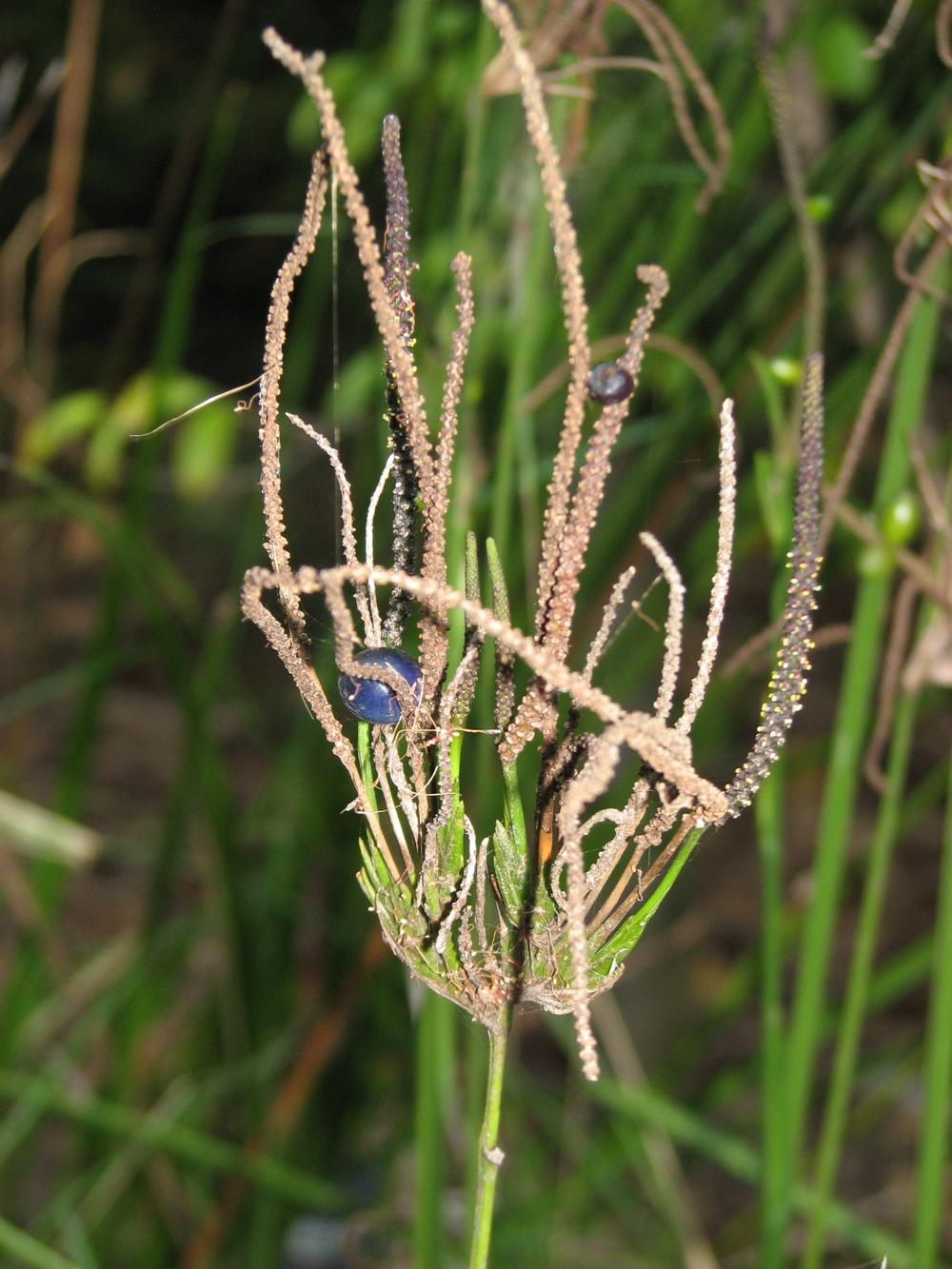
Wiązka kwiatostanów

PokrójWiecznie zielone rośliny zielne o wysokości do 3 m, rosnące samotnie lub tworzące kępy.
ŁodygaPłożące kłącze.
LiścieRośliny tworzą naprzeciwlegle kilka wzniesionych, równowąskich, zwężających się i włóknistych liści, zwykle o długości od 1 do 1,5 m i szerokości od 1 do 1,5 cm, o równoległej nerwacji.
KwiatyRoślina jednopienna. Zazwyczaj na roślinie znajdują się kwiatostany we wszystkich stadiach rozwojowych. Na głównej osi kwiatostanu, która osiąga wysokość od 1,5 do 3 m, położone są naprzeciwlegle spłaszczone profile, otaczające wiązki kolbiastych kwiatostanów, osadzonych na krótkich trzonkach, pozbawionych typowej dla rodziny obrazkowatych pochwy. Kolby, o długości około 12 cm i średnicy około 7 mm, pokryte są obupłciowymi kwiatami, zielonymi i skupionymi w okresie kwitnienia słupków i ciemniejącymi oraz rozdzielającymi się w okresie kwitnienia pręcików. Kwiaty, otoczone czterema łuskowatymi listkami okwiatu, składają się z pojedynczego słupka i czterech pręcików. Pylniki elipsowate. Zalążnie podłużne, jednokomorowe, jednozalążkowe. Zalążki ortotropowe, podłużno-jajowate, położone szczytowo. Szyjki słupków krótkie, znamiona dyskowate.
OwoceJajowate, niebiesko-czarne jagody o długości 10–15 mm, zawierające pojedyncze nasiono. Owocostan zawiera zwykle kilka luźno położonych owoców.
GenetykaLiczba chromosomów 2n = 24.